# Gustav Richter (Widerstandskämpfer)
Robert Gustav Richter (* 27. März 1890 in Dresden; † 27. Oktober 1942 in Berlin-Plötzensee) war ein Dresdner Arbeiterfunktionär und Widerstandskämpfer gegen den Nationalsozialismus.

## Leben

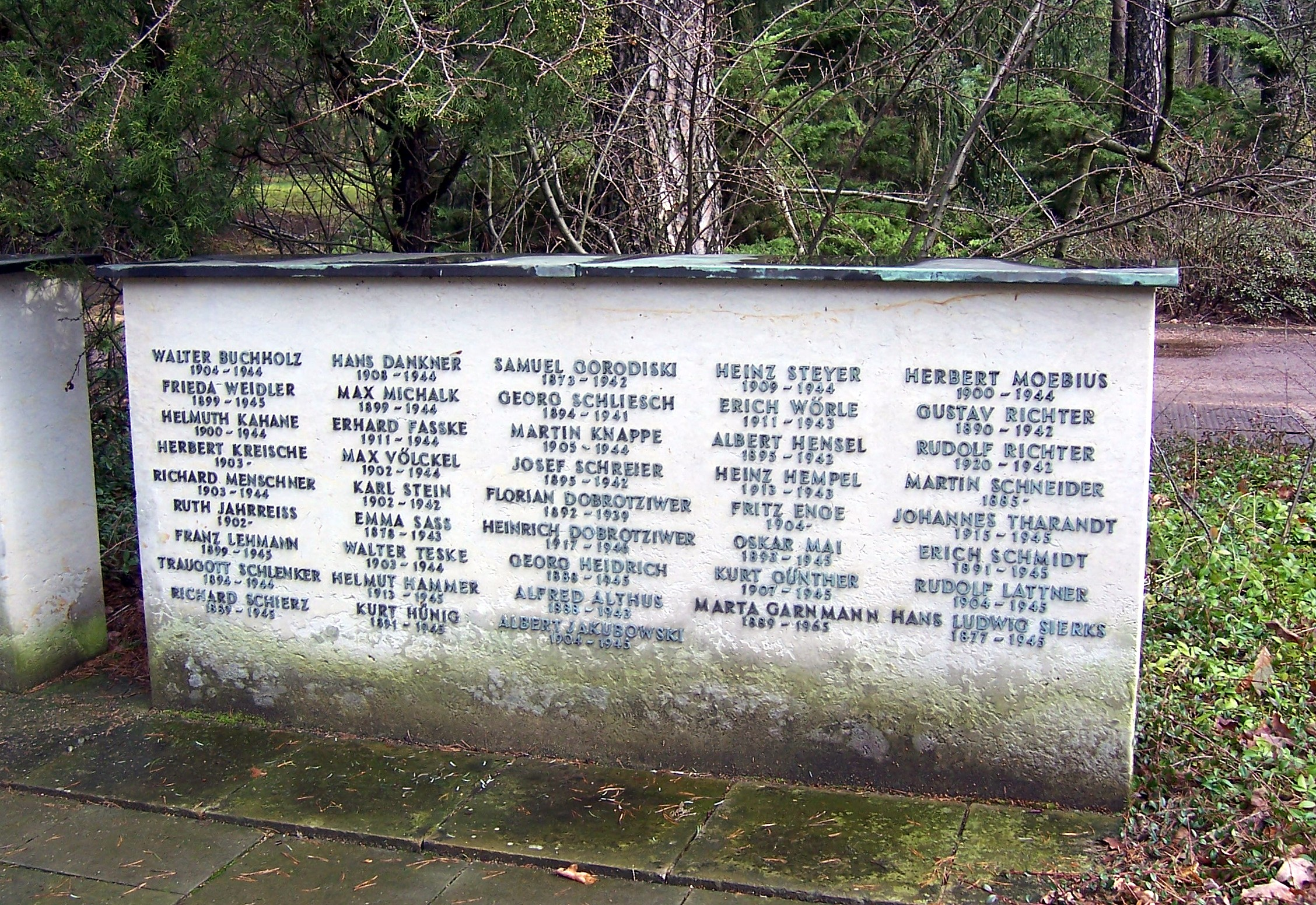
Kenotaph von Gustav Richter auf dem Heidefriedhof

Gustav Richter wuchs in einer Arbeiterfamilie auf. Sein Vater war der Kolporteur Friedrich Heinrich Richter.
Er war Mitglied der KPD und vertrat in der Zeit der Weimarer Republik als Betriebsrat in einer kleinen Werkzeug- und Apparatefabrik in Dresden-Trachenberge die Interessen seiner Kollegen. Am 28. Juli 1920 wurde sein Sohn Rudolf geboren. Kurz zuvor, am 8. Mai 1920, hatte er als Metallschleifer die Fabrikarbeiterin Louise Dora Pfündel geheiratet. Nach der Machtergreifung der Nationalsozialisten 1933 wurde Gustav Richter sofort entlassen und war mehrere Jahre arbeitslos.
Sein Sohn Rudolf Richter arbeitete als Schriftmaler und wurde im Juli 1940 zur Arbeit in der Rüstungsindustrie zwangsverpflichtet. Zunächst wurde er in den Junkers Flugzeug- und Motorenwerke in Dessau zum Revolverdreher umgeschult und dann im Ersatzteilwerk der Vereinigten Flugmotorenwerke in Leipzig-Markkleeberg eingesetzt. Unterstützt von seinem Vater leistete er illegale, antifaschistische Agitationsarbeit. Aufgrund von Denunziation verhaftete die Gestapo ihn am 30. Oktober 1941; fünf Tage später wurde auch Gustav Richter festgenommen. Fast ein Jahr lang blieben beide in Untersuchungshaft. In der Anklageschrift wurde Rudolf Richter vorgeworfen, er habe „als Dienstverpflichteter in einem Rüstungsbetrieb seine Arbeitskameraden angereizt, durch Verminderung der Rüstungserzeugung zur Beendigung des Krieges beizutragen. Auch hat er marxistische Bücher und zersetzende Aufzeichnungen verbreitet.“ Gustav Richter warf die Anklage vor, seinen Sohn nicht „anders erzogen“ und in seinem Widerstand bestärkt zu haben.
Am 21. August wurden Gustav Richter und sein Sohn Rudolf vom 2. Senat des „Volksgerichtshofes“ unter Vorsitz von Karl Engert „wegen Vorbereitung zum Hochverrat und Landesverrats“ zum Tode verurteilt. Am 27. Oktober 1942 wurde an beiden das Todesurteil im Zuchthaus Berlin-Plötzensee vollstreckt. Ihre symbolischen Gräber befinden sich im Ehrenhain des Heidefriedhofs.

## Gedenken
Am 15. Februar 1963 wurde die Junkersstraße in Dresden-Trachau in Gustav-Richter-Straße umbenannt. Am Hochhaus am Albertplatz erinnerte zu DDR-Zeiten eine Gedenkplakette an die Antifaschisten bei der Dresdner Straßenbahn. Die Inschrift der Tafel lautete: „In ihrem Geiste weiterkämpfen – Paul Gruner, Arno Lade, Paul Schwarze, Gustav Richter, Karl Stein, Arthur Knöfel“.